# Duits voetbalkampioenschap 1943/44
1943/44 was het 37ste Duitse voetbalkampioenschap ingericht door de NSRL (Nationalsozialistischer Reichsbund für Leibesübungen).
Het kampioenschap werd met moeite beëindigd. De reisproblemen werden steeds groter en de luchtaanvallen maakten het voetbal bijna onmogelijk. Verschillende clubs moesten zich tijdens de competitie terugtrekken. Om alles nog makkelijker te maken voor de clubs werden sommige regio's nog verkleind. De regio Südhannover-Braunschweig en Weser-Ems werd in drieën opgedeeld, de eerder genoemde en de nieuwe regio Osthannover. Sudetenland werd opgedeeld in Sudetenland en Bohemen-Moravië. Hierdoor namen er 31 teams deel aan de eindronde.
Dresdner SC kon zijn titel succesvol verdedigen tegen LSV Hamburg en won met 4-0.

## Deelnemers aan de eindronde
| Club                                        | Gekwalificeerd als                                    |
| ------------------------------------------- | ----------------------------------------------------- |
| VfB Königsberg                              | Kampioen Sportbereichsklasse Ostpreußen               |
| Heeres-SV Groß Born                         | Kampioen Sportbereichsklasse Pommern                  |
| Hertha BSC                                  | Kampioen Sportbereichsklasse Berlin-Brandenburg       |
| Germania Königshütte                        | Kampioen Sportbereichsklasse Oberschlesien            |
| STC Hirschberg                              | Kampioen Sportbereichsklasse Niederschlesien          |
| Dresdner SC                                 | Kampioen Sportbereichsklasse Sachsen                  |
| SV Dessau 05                                | Kampioen Sportbereichsklasse Mitte                    |
| Holstein Kiel                               | Kampioen Sportbereichsklasse Schleswig-Holstein       |
| Luftwaffen-SV Hamburg                       | Kampioen Sportbereichsklasse Hamburg                  |
| Luftwaffen-SV Rerik                         | Kampioen Sportbereichsklasse Mecklenburg              |
| SpVgg Wilhelmshaven                         | Kampioen Sportbereichsklasse Weser-Ems                |
| Wehrmachts-SV Celle                         | Kampioen Sportbereichsklasse Osthannover              |
| Eintracht Braunschweig                      | Kampioen Sportbereichsklasse Südhannover-Braunschweig |
| FC Schalke 04                               | Kampioen Sportbereichsklasse Westfalen                |
| Kriegssportgemeinschaft SpV/48/99 Duisburg  | Kampioen Sportbereichsklasse Niederrhein              |
| Kriegssportgemeinschaft VfL Köln/SpVgg Sülz | Kampioen Sportbereichsklasse Köln-Aachen              |
| Borussia Fulda                              | Kampioen Sportbereichsklasse Kurhessen                |
| TuS Neuendorf                               | Kampioen Sportbereichsklasse Moselland                |
| Kickers Offenbach                           | Kampioen Sportbereichsklasse Hessen-Nassau            |
| Kriegssportgemeinschaft FV/AK Saarbrücken   | Kampioen Sportbereichsklasse Westmark                 |
| VfR Mannheim                                | Kampioen Sportbereichsklasse Baden                    |
| FC Mülhausen 93                             | Kampioen Sportbereichsklasse Elsass                   |
| Göppinger SV                                | Kampioen Sportbereichsklasse Württemberg              |
| 1. FC Nürnberg                              | Kampioen Sportbereichsklasse Nordbayern               |
| FC Bayern München                           | Kampioen Sportbereichsklasse Südbayern                |
| Nationalsozialistische TG Brüx              | Kampioen Sportbereichsklasse Sudetenland              |
| Militär-SV Brünn                            | Kampioen Sportbereichsklasse Böhmen-Mähren            |
| First Vienna FC 1894                        | Kampioen Sportbereichsklasse Donau-Alpenland          |
| Luftwaffen-SV Danzig                        | Kampioen Sportbereichsklasse Danzig-Westpreußen       |
| BSG SDW Posen                               | Kampioen Sportbereichsklasse Wartheland               |
| Luftwaffen-SV Mölders Krakau                | Kampioen Sportbereichsklasse Generalgouvernement      |

## Eerste ronde
| Datum         | Teams                   | Teams | Teams                 | Uitslag             | Stadion                                  |
| 16 april 1944 | LSV Danzig              | –     | Hertha BSC            | 0:0 n.v. (0:0, 0:0) | Danzig, A.-Förster-Kampfbahn             |
| 16 april 1944 | HSV Groß Born           | –     | LSV Rerik             | 6:4 (2:3)           | Groß Born                                |
| 16 april 1944 | STC Hirschberg          | –     | SDW Posen             | 7:0 (3:0)           | Hirschberg im Riesengebirge              |
| 16 april 1944 | Dresdner SC             | –     | Germania Königshütte  | 9:2 (4:1)           | Dresden, Stadion am Ostragehege          |
| 16 april 1944 | Holstein Kiel           | –     | SV Dessau 05          | 3:2 n.v. (2:0, 2:2) | Kiel, Holstein-Stadion                   |
| 16 april 1944 | LSV Hamburg             | –     | WSV Celle             | 4:0 (1:0)           | Hamburg                                  |
| 16 april 1944 | Eintracht Braunschweig  | –     | SpVgg Wilhelmshaven   | 1:2 n.v. (1:0, 1:1) | Braunschweig, Eintracht-Stadion          |
| 16 april 1944 | FC Schalke 04           | –     | TuS Neuendorf         | 5:0 (2:0)           | Gelsenkirchen, Glückauf-Kampfbahn        |
| 16 april 1944 | KSG VfL Köln/SpVgg Sülz | –     | KSG SV/48/99 Duisburg | 0:2 (0:1)           | Keulen, Radrennbahn                      |
| 16 april 1944 | FC Mülhausen 93         | –     | Kickers Offenbach     | 4:2 (3:2)           | Mülhausen (Elsaß), Stade de Bourtzwiller |
| 16 april 1944 | Göppinger SV            | –     | KSG FV/AK Saarbrücken | 3:5 (0:3)           | Stuttgart, Adolf-Hitler-Kampfbahn        |
| 16 april 1944 | VfR Mannheim            | –     | FC Bayern München     | 2:1 n.v. (1:0, 1:1) | Mannheim, Stadion                        |
| 16 april 1944 | NSTG Brüx               | –     | 1. FC Nürnberg        | 0:8 (0:2)           | Brüx                                     |
| 16 april 1944 | MSV Brünn               | –     | First Vienna FC 1894  | 3:6 (2:3)           | Brünn                                    |
| 16 april 1944 | LSV Mölders Krakau      | –     | VfB Königsberg        | 1:4 (0:1)           | Krakau                                   |
| 23 april 1944 | Hertha BSC              | –     | LSV Danzig            | 7:1 (4:1)           | Berlijn                                  |

Borussia Fulda had een bye.

## 1/8ste finale
| Datum       | Teams                 | Teams | Teams               | Uitslag             | Stadion                          |
| 7 mei 1944  | VfB Königsberg        | –     | HSV Groß Born       | 3:10 (1:5)          | Koningsbergen                    |
| 7 mei 1944  | First Vienna FC 1894  | –     | STC Hirschberg      | 5:0 (5:0)           | Wenen, Praterstadion             |
| 7 mei 1944  | Hertha BSC            | –     | Holstein Kiel       | 4:2 (3:1)           | Berlijn                          |
| 7 mei 1944  | Borussia Fulda        | –     | Dresdner SC         | 2:9 (0:3)           | Fulda                            |
| 7 mei 1944  | SpVgg Wilhelmshaven   | –     | LSV Hamburg         | 1:1 n.v. (1:0, 1:1) | Wilhelmshaven, Marine-Sportplatz |
| 7 mei 1944  | KSG SV/48/99 Duisburg | –     | FC Schalke 04       | 2:1 (1:0)           | Duisburg                         |
| 7 mei 1944  | KSG FV/AK Saarbrücken | –     | FC Mülhausen 93     | 5:3 (2:1)           | Saarbrücken, Kieselhumes         |
| 7 mei 1944  | 1. FC Nürnberg        | –     | VfR Mannheim        | 3:2 (1:2)           | Neurenberg, Frankenstadion       |
| 14 mei 1944 | LSV Hamburg           | –     | SpVgg Wilhelmshaven | 4:2 (3:1)           | Hamburg                          |

## Kwartfinale
| Datum       | Teams                 | Teams | Teams                 | Uitslag   | Stadion                         |
| 21 mei 1944 | HSV Groß Born         | –     | Hertha BSC            | 3:2 (2:1) | Stettin, SSC-Platz              |
| 21 mei 1944 | LSV Hamburg           | –     | KSG SV/48/99 Duisburg | 3:0 (2:0) | Hamburg, Stadion Hoheluft       |
| 21 mei 1944 | KSG FV/AK Saarbrücken | –     | 1. FC Nürnberg        | 1:5 (1:2) | Saarbrücken, Kieselhumes        |
| 21 mei 1944 | Dresdner SC           | –     | First Vienna FC 1894  | 3:2 (1:1) | Dresden, Stadion am Ostragehege |

## Halve finale
| Datum       | Teams       | Teams | Teams          | Uitslag   | Stadion                       |
| 4 juni 1944 | LSV Hamburg | –     | HSV Groß Born  | 3:2 (3:0) | Hannover, Hindenburgkampfbahn |
| 4 juni 1944 | Dresdner SC | –     | 1. FC Nürnberg | 3:1 (2:1) | Erfurt, Stadion               |

## Wedstrijd om de derde plaats
| Datum        | Teams          | Teams | Teams         | Uitslag       | Stadion |
| 17 juni 1944 | 1. FC Nürnberg | –     | HSV Groß Born | niet gespeeld |         |

HSV Groß Born verzaakte aan de wedstrijd.

## Finale
| Datum        | Teams       | Teams | Teams       | Uitslag   | Stadion                 |
| 18 juni 1944 | Dresdner SC | –     | LSV Hamburg | 4:0 (1:0) | Berlijn, Olympiastadion |

Dresdner SC speelde zijn tweede opéénvolgende finale voor 70.000 toeschouwers tegen de oorlogsclub LSV Hamburg. Na 19 minuten kwamen de Saksen op voorsprong dankzij een goal van Voigtmann. In de tweede helft scoorde Schaffer in de 50ste en 85ste minuut. Helmut Schön maakte de 3-0 in de 61ste minuut.